# تپه موت‌آباد ۵
تپه موت آباد ۵ مربوط به سده‌های متاخر دوران‌های تاریخی پس از اسلام است و در شهرستان اراک، بخش مرکزی، دهستان معصومیه، روستای موت آباد واقع شده و این اثر در تاریخ ۲۶ اسفند ۱۳۸۷ با شمارهٔ ثبت ۲۶۱۱۸ به‌عنوان یکی از آثار ملی ایران به ثبت رسیده است.